# Walther Gothan
Walther Ulrich Friedrich Eduard Gothan, född 28 augusti 1879 i Woldegk, Mecklenburg-Strelitz, död 30 december 1954 i Charlottenburg, var en tysk paleobotaniker.
Gothan var redan under sina studier assistent vid Preussens geologiska undersökning. Han blev filosofie doktor 1905 på avhandlingen Zur Anatomie lebender und fosiler Gymnospermenhölzer och kom vid Bergsakademien i Berlin (sedermera en del av Technische Hochschule Charlottenburg) genom sin lärare Henry Potonié in på paleobotaniken. År 1912 efterträdde han denne där och tilldelades en professur 1926.
Han författade över 300 artiklar inom sitt ämne, huvudsakligen om karbonformationens flora, särskilt i Ruhrområdet, men även på Spetsbergen. Han författade även arbeten av allmännare art, till exempel nybearbetning av Potoniés "Lehrbuch der Paläobotanik" (andra upplagan 1921). Efter andra världskriget arbetade han för Vetenskapsakademien i DDR och Humboldt-Universität zu Berlin, men var fortfarande bosatt i Charlottenburg i Västberlin.